# Challenger WTA de Montevideo 2022
El Montevideo Open 2022  fue un torneo de tenis profesional jugado en canchas de tierra batida. Fue la 2ª edición del torneo y formó parte de los Torneos WTA 125s en 2022. Se llevó a cabo en Montevideo, Uruguay, entre el 21 de noviembre al 27 de noviembre de 2022.

## Cabezas de serie

### Individuales
| Tenista          | Ranking | Preclasificada |
| Danka Kovinić    | 71      | 1              |
| Panna Udvardy    | 83      | 2              |
| Tamara Zidanšek  | 86      | 3              |
| Sara Errani      | 108     | 4              |
| Réka Luca Jani   | 110     | 5              |
| Kateryna Baindl  | 113     | 6              |
| Laura Pigossi    | 115     | 7              |
| Victoria Jiménez | 121     | 8              |
| Léolia Jeanjean  | 125     | 9              |

- Ranking del 14 de noviembre de 2022

### Dobles
| Tenista                              | Ranking | Preclasificada |
| Tímea Babos Ekaterine Gorgodze       | 175     | 1              |
| Ingrid Gamarra Martins Luisa Stefani | 186     | 2              |
| Andrea Gámiz Eva Vedder              | 218     | 3              |
| Jessie Aney Ingrid Neel              | 221     | 4              |

## Campeonas

### Individuales femeninos
Diana Shnaider venció a  Léolia Jeanjean por 6–4, 6–4

### Dobles femenino
Ingrid Gamarra Martins /  Luisa Stefani vencieron a  Quinn Gleason /  Elixane Lechemia por 7–5, 6–7(6), [10–6]